# جون هنري ميشيل
جون هنري ميشيل (بالإنجليزية: John Henry Michell)‏ هو رياضياتي أسترالي، ولد في 26 أكتوبر 1863، وتوفي في 3 فبراير 1940.